# Ochpaniztli

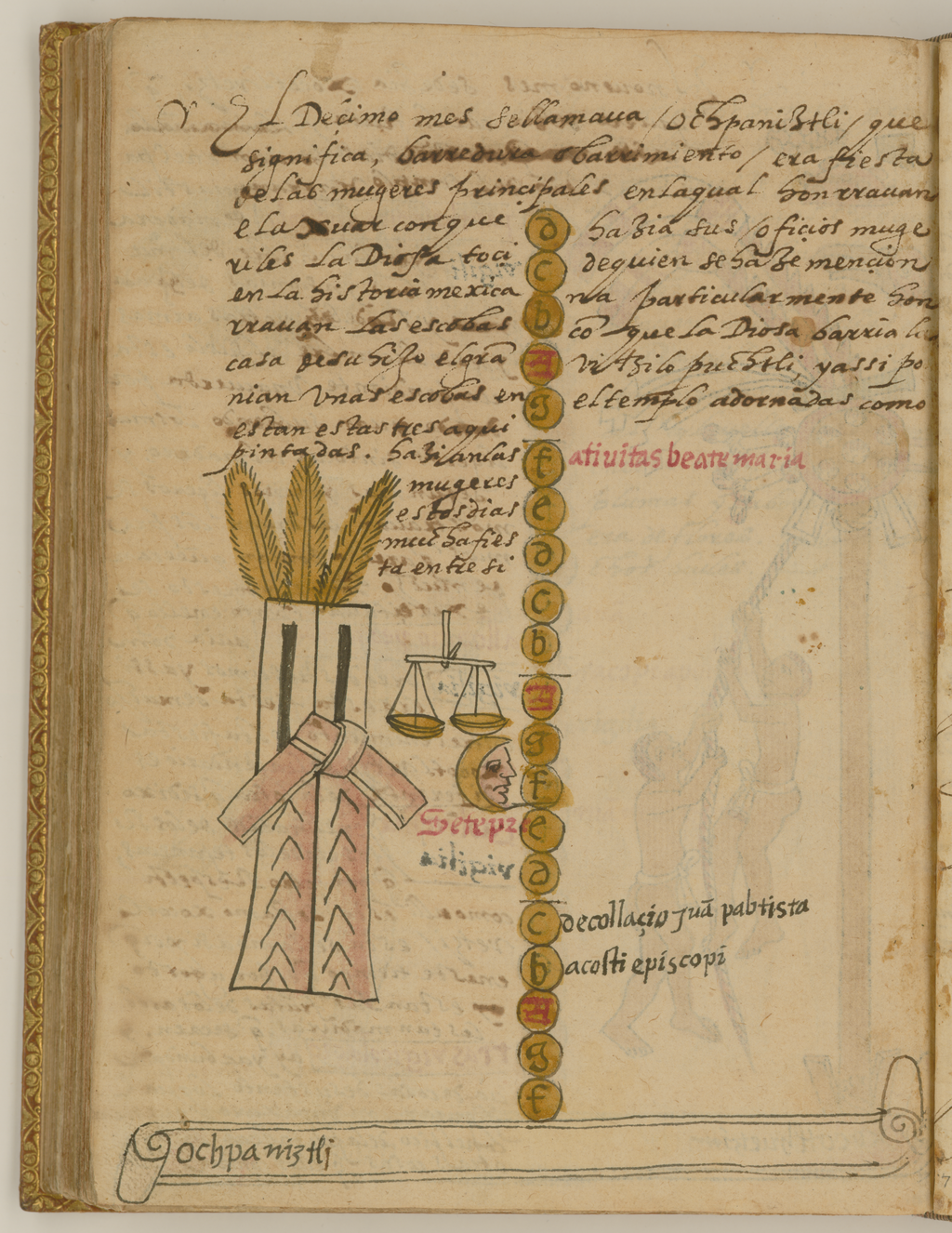
Ochpaniztli

Ochpaniztli es el undécimo mes del calendario azteca. Es también una festividad en la religión azteca dedicada a Toci y Tlazolteotl a la que se conoció como el tiempo de limpiar o barrer el camino.
Ochpaniztli estaba muy relacionado con barrer, asociado con la fuerza de los vientos en el valle de México antes de las lluvias de invierno, el fin de la estación de crecimiento y el inicio de la estación de cosecha, la temporada de guerra cuándo los mexicas salían a hacer la guerra y tomar cautivos para sacrificar a los dioses, quienes nunca tenían suficiente carne humana para comer.

## Desarrollo
En los primeros cinco días de Ochpaniztli, se enfatizaba el silencio en Tenochtitlan. Desde el sexto día y durante ocho días más, los guerreros marchaban a través de las calles de Tenochtitlan cargando ramos de flores hasta el crepúsculo. Los guerreros mantenían una férrea disciplina mientras circulaban en complejas maniobras cargando cempasúchil, y un silencio total excepto por el batir de los tambores. Después de ocho días, las curanderas y parteras, llevando una bolsa de tabaco que indicaba su oficio, salían a tomar parte en batallas simuladas en las calles de Tenochtitlan. Las mujeres se atacaban en combate simulado con las ramas y las flores dejadas por los guerreros hechas bola, antes de barrer las calles para que la mujer vestida de Toci, "Nuestra Abuela" desfilara por las calles. A Toci, la "Mujer de la Discordia", en la religión mexica, le encantaba la violencia encarnizada y sangrienta de la guerra, por lo que para honrarla, Ochpanitztli marcaba el principio de la guerra. 

## Ixiptla
Para honrar a Toci, una esclava de entre 40 y 45 años era escogida para ser la ixiptla (imagen o delegada) de Toci, encerrada en una jaula y aseada con esmero a diario como preparación para ser sacrificada a Toci. Era muy importante que la mujer escogida fuera ritualmente pura al ser sacrificada, por lo que era custodiada por otras mujeres, quienes la mantenían en la jaula, tanto para impedir su escapada como para asegurar que no tuviera sexo durante los veinte días anteriores a su muerte, haciéndola una víctima pura. Las batallas simuladas entre las mujeres donde se golpeaban con pelotas de hojas de cactos, musgo, cempasúchil y carrizos era para hacer reír a la ixiptla, pues la mujer que iba a morir no tenía permitido llorar.
El clímax del festival de Ochpaniztli era el sacrificio de una mujer de uno de los pueblos sometidos al poder de los mexicas, quien por cuatro días era adornada con flores y perfumes y era atormentada por la mujer que la cuidaba sobre su muerte inminente. La mujer era vestida como Toci y se le aplicaba maquillaje negro alrededor de su boca mientras el resto de su cara era cubierta con maquillaje blanco, para hacerla parecerse a Toci cuya cara era una sombra mortal de blanco excepto por el área alrededor de su boca donde la piel era negra. Una de las comidas favoritas de Toci además de la carne humana era el excremento humano, y esta dieta había tornado la piel alrededor de su boca permanentemente negra. La mujer escogida como víctima de sacrificio era forzada a sonreír en todo momento y era severamente golpeada por las mujeres que la vigilaban si lloraba porque se creía que sus lágrimas estropearían la ceremonia y que cada lágrima causaría el nacimiento de un niño muerto o la muerte de un guerrero en batalla el siguiente año. En contraste, el dios de la lluvia, Tláloc, requería el sacrificio de niños para honrarle, y se creía que las lágrimas de los niños condenados asegurarían las lluvias el año venidero, así que los mexicas hacían lo que fuera para que los niños destinados a morir en honor a Tlaloc lloraran tanto como fuera posible antes de extraer sus corazones.

### Sacrificio
La historiadora australiana Inga Clendinnen escribió que la joven escogida como víctima del sacrificio debía estar cercana a la histeria sabiendo que al llegar la noche del quinto día moriría, mientras era forzada a sonreír durante todo el tiempo de espera. En el quinto día de la fiesta de Toci, la joven marchaba a través de las calles de Tenochtitlan rodeada por otras mujeres que regaban maíz y flores antes de llevarla al anochecer al templo del Señor del Maíz. A la mujer escogida para morir la acompañaban en su último día hombres vestidos a la usanza de los huastecos que vivían en la costa de Golfo, a quienes los mexicas despreciaban por considerarlos guerreros cobardes, pero que eran muy admirados por ser considerados los hombres mejor dotados de México y con la fama de grandes amantes. La joven llevaba un vestido de fibra de maguey, el cual había tejido ella misma y el cual vendía en el mercado el último día de su vida. Para calmarla, las demás mujeres le decían que no sería sacrificada, sino que sería poseída por el Tlatoani en público en lo alto de la pirámide. En la pirámide, era colocada en una losa boca arriba, y su boca era atada para que no pudiera gritar y era sacrificada serrando lentamente su cabeza con un cuchillo de obsidiana mientras yacía atada, mirando las estrellas, para que los cultivos crecieran en la próxima estación. El sacrificio de la mujer conmemoraba la historia sobre lo acontecido cuando Actitometl, el líder de los Colhuas le dio a su hija en matrimonio al líder mexica, quien la sacrificó a Huitzilopochtli, el dios de la guerra, volviéndose Toci en el momento de su muerte. Clendinnen describe lo que sucedió luego: 
"Entonces, en medio de la oscuridad, en silencio y de prisa, su cuerpo fue desollado, y un sacerdote desnudo, 'un hombre muy fuerte, muy poderoso, muy alto', se metió dentro de la piel húmeda, con su pechos flácidos y genitales abolsados: una desnudez doble de encubierta, ambigua sexualidad. La piel de un muslo fue reservada para confeccionar una máscara facial para el hombre que representaría a Cintéotl, el Joven Señor de las Mazorcas, el hijo de Toci".

### Ambigüedad sexual de las deidades mexicas
En aquel punto, el sacerdote se vestía la piel ensangrentada de la víctima convertida en Toci, y era tratado como "mujer" refiriéndose a él como "ella". El hombre que representaba a Toci era seguido por cuatro jóvenes apenas vestidos, bien dotados, que llevaban apretados taparrabos de modo que sus penes erectos eran muy visible mientras llevaban flores de algodón y husos, símbolos de feminidad en la cultura mexica, que buscaba enfatizar la sexualidad ambigua de los dioses que podría ser hombre, mujer, o cambiar de sexo según las circunstancias lo requirieran. Xilonen, la diosa del maíz cambiaba de sexo en el curso de la estación de crecimiento, volviéndose Cintéotl, el Señor del Maíz. El maíz en sus etapas iniciales es esbelto con cabello largo y tiene granos lechosos que evocaban pechos a los mexicas, todo esto relacionado con el cuerpo femenino, mientras en sus etapas más tardías se vuelve duro, erecto, con forma fálica, lo que los mexicas explicaban como Xilonen, la Señora del Maíz convirtiéndose en Cintéotl, el Señor del Maíz. Cuando el maíz era cosechado, Cintéotl era "castrado" al cortar el maíz de forma fálica, convirtiéndolo nuevamente en la virginal Xilonen.
Clendinnen describió imágenes de los cuatro jóvenes usando sombreros huastecos (los huastecos eran legendarios en México por sus artes eróticas) y con "erecciones gloriosas", evocando un imaginario muy masculino y sexualizado a pesar de estar vestidos en un estilo muy femenino. A pesar del hecho que los hombres portaban el sombrero cónico huasteco, los mexicas detestaban a los huastecos. En 1487, los huastecos se rebelaron contra sus señores, llevando a los mexicas a lanzarse en una guerra genocida contra los huastecos, y cada huasteco capturado fue llevado a Tenochtitlan. Los cálculos mexicas presumen que por cuatro días, 80,000 hombres, mujeres y niños huastecos fueron asesinados para celebrar la inauguración de la pirámide del Templo Mayor de Tenochtitlan y los huastecos fueron exterminados, aunque Clendinnen considera que 20,000 asesinados es un número más realista.
Al pie de la pirámide, el sumo sacerdote y los guerreros saludaban a "Toci" y sus cuatro jóvenes, y huían falsamente aterrados mientras "Toci" y sus acompañantes barrían las calles en su camino al Templo Mayor. El terror simulado de los guerreros era de lo más notable, ya que como se jactaba un popular poema mexica: "Aquí nadie teme morir en la guerra", pues los agresivamente militaristas mexicas aborrecían la cobardía y morir en batalla era el más alto honor al que un hombre podía aspirar, lo que explicaba el miedo que los mexicas le tenían a "Nuestra Abuela". En el Templo Mayor, "Toci" junto con el hombre que lleva la máscara de piel humana representando al Señor del Maíz eran llevados a la cima de la pirámide para sentarla en su trono con su hijo sentado junto a ella, donde por la mañana habían saludado a los sacerdotes al llegar al Templo Mayor. En honor a su llegada, un grupo de prisioneros de guerra era crucificado al pie del templo y asesinados por guerreros que les disparaban flechas. La sangre de las víctimas era recogida en un cuenco para ser entregada a "Toci", quién bebía un poco y empezaba a gruñir terriblemente, manifestando su desagrado con el sacrificio, pues ninguna crueldad podía saciar su sed de sangre.

## En la cima del Templo Mayor
En el Templo Mayor, Toci era recibida por un hombre vestido como Huitzilopochtli, su marido, y ambos se enredaban en posturas sexuales, para simbolizar la "unión sexual divina" que tuvo lugar después que Toci había sido sacrificada, convirtiéndose en la diosa consorte de Huitzilopochtli. Luego de sentarla en la parte superior del templo, los sacerdotes coronaban a Toci con una corona hecha de papel. Los sacerdotes adornaban a Toci con maquillaje, plumas y un vestido, y una vez vestida apropiadamente, Toci sacrificaría cuatro prisioneros varones postrados ante ella sacando sus corazones con un cuchillo de obsidiana. Luego Toci se retiraría mientras el hombre que representaba a  Cintéotl, Señor del Maíz, aparecería al frente de la pirámide para pasar revista a un desfile de guerreros marchando delante de él, y despojándose de la máscara de piel humana como reto para otras personas, pues Ochpaniztli era siempre el principio de la temporada de guerra.
Después de recibir armas del gobernante, los guerreros cantarían y bailarían alrededor del Templo Mayor mientras las mujeres de Tenochtitlan se unirían a lamentar la muerte de sus hijos en las guerras venideras. Al final de la danza y el canto, los sacerdotes salían del Templo Mayor usando la piel de otras víctimas para lanzar semillas de maíz a la gente. El Sacerdote de Fuego de Huitzilopochtli llevaba entonces un intestino lleno de tiza y plumas (símbolos de muerte) a la cima del Templo Mayor mientras los guerreros corrían por los alrededores embarrando la tiza y las plumas sobre ellos, mostrando su disposición a morir en batalla. "Toci" o "nuestra abuela" como también le llamaban los mexicas,  resurge de la pirámide y nuevamente los guerreros huían de ella con terror simulado.

## Propósito de los sacrificios
Para los mexicas, el sexo y la guerra estaban estrechamente enlazados; mediante el sexo se procrean niños, los chicos crecen para convertirse en los guerreros que lucharían en las guerras de la siguiente generación, y el parto era la batalla que cada mujer tenía que luchar. El propósito de la Triple Alianza Mexica de los estados a la orilla de Lago de Texcoco fue hacer la guerra para tomar prisioneros que serían sacrificados, pues los mexicas creían que los dioses no permitirían que el sol saliera cada día a no ser que se les ofreciera carne humana para comer la víspera, por lo que requerían realizar sacrificios diarios en la pirámide del Templo Mayor de Tenochtitlan e innumerables guerras para capturar las víctimas que morirían en el Templo Mayor. A veces, los guerreros corrían con terror simulado a las afueras de Tenochtitlan, donde entraban en batallas simuladas con otros guerreros o podían incluso atacar territorios aledaños, enzarzándose en batallas reales.

## Despojo de la piel
Al salir de la pirámide, Toci caminaba a través de las calles de Tenochtitlan hacia los límites de la ciudad, donde el sacerdote se volvía "hombre" de nuevo quitándose la piel de la joven, la cual se extendía sobre una plataforma de madera a la vista de quien entrara a Tenochtitlan. Que Toci removiera su piel simbolizaba el cambio de personalidad de "nuestra abuela" de la amable diosa de la curación y la salud a su naturaleza real, la despiadada diosa guerrera, devoradora de hombres que nunca tenía suficiente sangre para beber y carne humana para devorar. En el mito mexica, durante sus viajes, el gobernante de Culhua había ofrecido a su hija, una gentil princesa, en matrimonio a uno de los líderes  mexicas, pero Huitzilopochtli, el dios de la guerra y el sol, ordenó que fuera desollada viva y sacrificada; la originalmente dulce y gentil princesa se transforma en el momento de su muerte en Toci, "nuestra abuela", la colérica diosa guerrera. El odio salvaje y feroz de Toci hacia la humanidad provenía de su ira por ser desollada viva y sacrificada durante sus últimas horas como humana, lo que explicaba su insaciable sed de sangre y su crueldad, convirtiéndola en la "mujer de la discordia" que Huitzilopochtli quería. Hutzilopochtli se casó inmediatamente con Toci, pues su sed de sangre y su crueldad la convirtieron en la esposa ideal para él.

## Sacralidad del principio masculino y femenino
Las diferencias sexuales fueron claves en la comprensión mexica del universo, donde el principio masculino y el femenino se contrapesaban entre sí para conseguir orden en el cosmos. Sin embargo, en la comprensión mexica del mundo, el cuerpo masculino solo se vuelve sagrado después de que los hombres se vuelven guerreros entrenando y combatiendo mientras el cuerpo femenino, capaz de crear vida, era sagrado por sí mismo. Los sacerdotes como hombres alcanzan su posición mediante un entrenamiento constante, pero cuando el sacerdote se vuelve sacerdotisa al meterse en el cuerpo de una mujer, adquiere poder propio, pues el cuerpo femenino siempre fue visto como naturalmente sagrado. La sociedad mexica era patriarcal y la guerra era una actividad masculina. Aun así, el uso de la sexualidad femenina otorgaba a las mujeres cierto poder sobre los hombres. Tales mujeres se consideraban unas alborotadoras en la sociedad mexica, la cual está llena de historias de las mujeres que utilizan su atractivo sexual para manipular a los hombres, causando muchos problemas en el proceso. Con esta visión de las mujeres, no es un accidente que una de las deidades principales de la guerra fuera Toci, la "Mujer de la Discordia", quien simboliza el uso perturbador de la sexualidad femenina como una fuerza disputativa. Los sacrificios de jóvenes eran hechos públicamente y eran siempre causa de gran alegría y celebración entre los mexicas, que creían que el Señor del Maíz les premiaría con una buena cosecha al siguiente año.

## Ochpaniztli como una crítica al multiculturalismo
El historiador australiano Keith Windschuttle ha utilizado festividades como Ochpaniztli como parte de su crítica al multiculturalismo, que argumenta que todas las culturas son de igual valor. Windschuttle observa que bajo el multiculturalismo, la sanguinaria cultura mexica debe ser considerada igual que la cultura Occidental, una posición que Windschuttle rechaza señalando que la cultura mexica era "tan pervertida y extraña a todas las fuentes naturales de vida que sus gentes de hecho justifican la etiqueta de "los otros", y que la conquista española de México, que resultó en la destrucción de la cultura mexica, no tendría que ser condenada por los historiadores.